# Çatakkırı, Görele
Çatakkırı là một xã thuộc huyện Görele, tỉnh Giresun, Thổ Nhĩ Kỳ. Dân số thời điểm năm 2011 là 405 người.